# Axios (сайт)
Axios — американский новостной веб-сайт, базирующийся в округе Арлингтон, штат Вирджиния. Он был основан в 2016 и запущен в следующем году бывшими журналистами Politico Джимом Вандехеем, Майком Алленом и Роем Шварцем. Название сайта основано на греч. ἄξιος (áxios), что означает «достойный».
Статьи Axios, как правило, краткие и прозаичные: большинство из них короче 300 слов и содержат маркированные списки. Помимо новостных статей, Axios выпускает ежедневные и еженедельные отраслевые информационные бюллетени (включая Axios AM Майка Аллена, как аналог его популярного информационного бюллетеня Playbook для Politico), два ежедневных подкаста и серию документальных новостей на HBO.

## История
Вандехей сказал, что хочет, чтобы Axios «стал смесью The Economist и Twitter». Первоначально компания занималась бизнесом, политикой, технологиями, здравоохранением и СМИ. Вандехей отметил, что основное внимание Axios будет уделено «столкновению технологий и таких областей, как бюрократия, здравоохранение, энергетика и транспортная инфраструктура». При запуске Николас Джонстон, бывший управляющий редактор Bloomberg LP, был назначен главным редактором.
Летом 2016 года Axios получила 10 миллионов долларов в рамках раунда финансирования, возглавляемого Lerer Hippeau Ventures. В число спонсоров входят медиа-партнер NBC News, Emerson Collective Лорен Пауэлл Джобс, Greycroft Partners, а также Дэвид и Кэтрин Брэдли, владельцы Atlantic Media. На январь 2017 года компания привлекла 30 миллионов долларов. Он планировал сосредоточиться на «бизнесе, технологиях, политике и трендах в СМИ». Axios получает доход за счет короткой нативной рекламы и спонсируемых информационных бюллетеней. За первые семь месяцев он заработал более 10 миллионов долларов дохода. Его рекламодатели включают Exxon Mobil и Koch Industries.
В январе 2017 года Axios нанял на должность исполнительного вице-президента Эвана Райана, помощника государственного секретаря по вопросам образования и культуры и бывшего сотрудника вице-президента Джо Байдена. В марте 2017 года компания сообщила, что в её штате находится 60 сотрудников, 40 из которых работают в редакции. В сентябре 2017 года Axios посетило 6 миллионов пользователей, по данным ComScore. В ноябре 2017 года Axios сообщила, что у имеет 200 000 подписчиков на 11 информационных бюллетеней, а средний процент открытий — 52 %. В том же месяце компания заявила, что использует новые инвестиции в размере 20 миллионов долларов для расширения анализа данных, разработки продуктов, финансирования роста аудитории и увеличения штата с 89 до 150 человек.
В марте и апреле 2019 года HuffPost и Wired сообщили, что Axios заплатила фирме за улучшение своей репутации, лоббируя изменения в статьях в Википедии об Axios и Джонатане Своне.
В июле 2020 года Axios получила 4,8 миллиона долларов в виде федеральных займов от Программы защиты зарплаты для замены заработной платы во время пандемии COVID-19. Позже деньги были возвращены. Как объяснил сооснователь Axios Джим Вандехей, кредиты стали «политически поляризационными». В сентябре 2020 года The Wall Street Journal сообщила, что Axios останется прибыльным в 2020 году, «несмотря на экономический кризис, вызванный коронавирусом, который привел к массовым увольнениям и сокращению заработной платы во многих СМИ».
В мае 2021 года The Wall Street Journal сообщила, что обсуждения слияния Axios и The Athletic закончились, и The Athletic решила заключить сделку с The New York Times.

## Содержание
Контент Axios предназначен для цифровых платформ, таких как Facebook и Snapchat, а также для собственного веб-сайта. Репортеры появлялись в телевизионных новостях на каналах NBC News и MSNBC в рамках соглашения с NBC. В рамках партнерства с NBC Universal соучредитель Майк Аллен ведет шоу «Утренний Джо». Контент распространяется через информационные бюллетени, посвященные политике, технологиям, здравоохранению и другим темам. Среди информационных бюллетеней — ежедневный отчет Аллена, ранее писавшего информационный бюллетень Politico. Обычно статьи содержат менее 300 слов.
В 2018 году редакторы литературного журнала n + 1 определили Axios в качестве примера нового стиля написания, «одновременно осторожного и резкого, сдержанного и декларативного» для удовлетворения нетерпеливых читателей. Они написали: «Axios, чье имя представляет собой нечто среднее между оборонным подрядчиком и агрессивным мужским дезодорантом, отказался от всего, кроме тезисов и маркированных списков». Согласно исследованию Фонда имени Найтов 2020 года, Axios обычно читает умеренная аудитория, слегка склоняющаяся влево.

### Axios на канале HBO
Документальный сериал, основанный на репортажах веб-сайта, также названный Axios (иногда обозначаемый как Axios на HBO), начал транслироваться на канале HBO в США и за рубежом 4 ноября 2018 года. Программа, которая в основном включает интервью с политическими и деловыми деятелями в новостях, является совместным продуктом Axios Media, документальных фильмов HBO и DCTV.